# 数字视频录像机

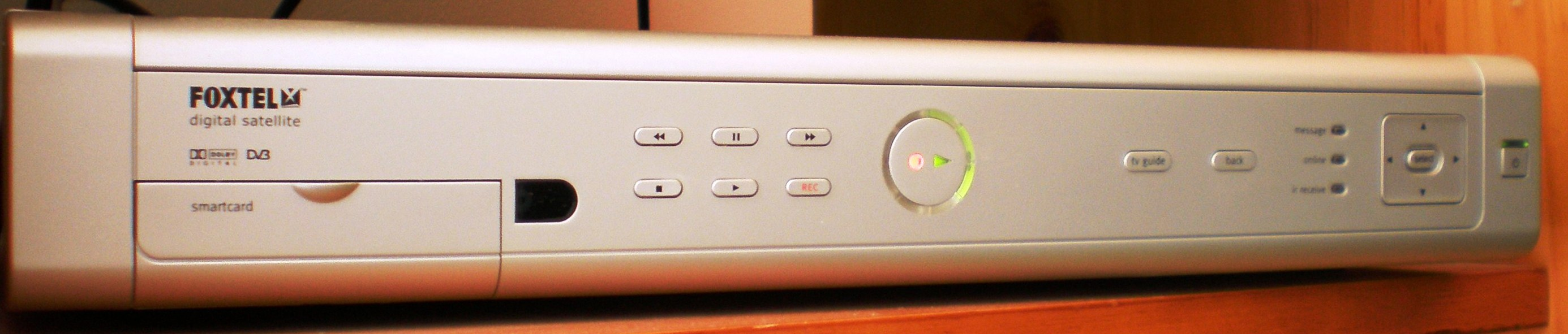
Foxtel iQ数字视频录像机

數位視訊錄影機又稱數位硬碟錄影機（Digital Video Recorder即DVR或Personal video recorder即PVR）是一個將影像以數位格式錄製到硬碟（HDD）或其他可存儲設備的裝置，它通常是一個獨立機上盒，有時包含燒錄影片進各種光碟的燒錄機，有的可以用軟硬體連接在PC上以便從磁碟編輯和播放視訊。一些電子產品製造商也已經開始生產帶有內建DVR的電視。
目前DVR也成為保全閉路電視公司主要的記錄監視影像的途徑，因為它的可儲存最大容量遠大於過去使用的卡帶式影像錄放機。